# François Morlupi
François Morlupi (Roma, 24 ottobre 1983) è uno scrittore italiano e francese.

## Biografia
François Morlupi esordisce nella narrativa nel 2018 con il noir Formule Mortali che si aggiudica diversi premi letterari nazionali di genere.
 Sempre nel 2018 inizia la sua collaborazione con il sito web Thriller Nord, che si occupa principalmente di narrativa poliziesca.

Nel 2020 esce il suo secondo romanzo, anch'esso di genere noir, Il colbacco di Sofia. Entrambi i libri conquistano per mesi i primi posti nelle classifiche Amazon di genere. Nello stesso anno viene nominato vice presidente della sezione giallo/noir del premio letterario di Grottammare, e l'anno successivo giurato del premio Giorgione per poi diventarne, nel 2024, il presidente della sezione noir. 
Nell'aprile 2021 pubblica Come delfini tra pescecani, romanzo che lo fa conoscere al grande pubblico e con cui vince il Premio Scerbanenco dei lettori.

Nel marzo 2022 esce Nel nero degli abissi, un'indagine dei Cinque di Monteverde, romanzo accolto positivamente dalla critica nazionale, con il quale a luglio vince il premio letterario Garfagnana in Giallo, si aggiudica per il secondo anno consecutivo il Premio Scerbanenco dei lettori e si classifica tra i finalisti del Festival Tolfa Gialli&Noir e del Premio Fedeli.
Nel 2023 esce Formule mortali: la prima indagine dei Cinque di Monteverde con cui vince il Ceresio in Giallo. Sebbene sia il terzo in ordine di pubblicazione, rappresenta il prequel della serie dei Cinque di Monteverde da cui tutto è iniziato..
L’anno successivo vede la luce Il Gioco degli Opposti, sempre della serie dei Cinque. 
Nel 2025 esce Segnale assente, il romanzo che chiude il primo ciclo della Serie dei Cinque di Monteverde.
Morlupi è docente di corsi sul giallo e il noir in varie scuole di scrittura creativa italiane. Gioca con la maglia numero 24 nell'Osvaldo Soriano Football Club, la Nazionale Italiana Scrittori. 

## Opere

### La serieI Cinque di Monteverde
Protagonisti di questa serie sono una squadra di poliziotti del quartiere Monteverde di Roma che non rappresentano per nulla l'archetipo dei supereroi. Sono infatti personaggi ordinari e comuni, con tanti pregi e altrettanti difetti, in cui i lettori possono facilmente immedesimare nella loro fragilità.
 A guidare la squadra è il commissario Biagio Maria Ansaldi, un professionista integerrimo dotato di grande umanità che ha superato i cinquant'anni e i cento chili di peso. Soffre di ansia, di attacchi di panico e di ipocondria; si rifugia perciò nell'arte dei suoi amati pittori del novecento, come Modigliani, Soutine, Hopper e altri, per trovare la sua oasi di felicità. Ad accompagnarlo in ogni sua indagine il fedele cane di nome Chagall.
 Gli altri componenti del gruppo sono il vice ispettore Eugénie Loy, una donna italofrancese molto introversa, che ha subito un grosso trauma in passato e che possiede le stigmate della grande poliziotta; il duo Ringo’s Boy ovvero William Leoncini e Roberto Di Chiara, due agenti scelti ironici e scanzonati, Roberto Caldara diligente e padre di famiglia che sogna di aprire un negozio di antiquariato e infine Eliana Alerami, fresca di scuola di Polizia e molto competitiva. Nei romanzi di Morlupi, Roma è la sesta protagonista a tutti gli effetti: non è un semplice sfondo, bensì una forza che agisce e interagisce con i vari personaggi.
Il primo volume della serie è stato tradotto in Spagna.
- Come delfini tra pescecani: un'indagine per i Cinque di Monteverde, Milano, Salani, 2021, OCLC 1257302071, SBN RAV2127463. Edizione TEA, 2022, ISBN 8850262477.
- Nel nero degli abissi: un'indagine per i Cinque di Monteverde, Milano, Salani, 2022, OCLC 1319460687, SBN UBO4597845. Edizione TEA, 2023, ISBN 8850265794.
- Formule mortali: la prima indagine dei Cinque di Monteverde, Milano, Salani, 2023, ISBN 8831011405. Edizione TEA, 2024, ISBN 8850268882. (pubblicato precedentemente con il titolo Formule Mortali, Roma, Edizioni Croce, 2018, OCLC 1085604505, SBN IT\ICCU\BVE\0799216).
- Il gioco degli opposti: un’indagine per i Cinque di Monteverde, Milano, Salani, 2024, IBSN 8831011332. Edizione TEA, 2025, ISBN 9788850271870. (pubblicato precedentemente con il titolo Il colbacco di Sofia, Roma, Edizioni Croce, 2020, OCLC 1206447363, SBN IT\ICCU\BVE\0857440).
- Segnale assente: un'indagine per i Cinque di Monteverde, Milano, Salani, 2025, ISBN 9788831024877.

Ordine di lettura della serie:
1. Formule mortali
2. Il gioco degli opposti
3. Come delfini tra pescecani
4. Nel nero degli abissi
5. Segnale assente

### Racconti in antologie
- Ultima cena a Parigi, in E cosy sia, Il Giallo Mondadori, 2024.[28]
- Un delitto con i guanti, in 365 racconti gialli, thriller e noir, Delos Digital, 2024, ISBN 8825429665.

## Premi e riconoscimenti
- Vincitore miglior giallo/noir alla decima edizione del Festival di Grottammare 2018 per Formule Mortali[29]
- Vincitore miglior giallo/noir dell'VIII° edizione Festival di Ladispoli 2019 per Formule Mortali[3]
- Vincitore menzione speciale come miglior giallo della XIII° edizione del Premio Voci Città di Roma 2019 per Formule Mortali[30]
- Vincitore miglior giallo edito al Premio Giorgione Prunola 2020 per Formule Mortali[31]
- Vincitore Premio Scerbanenco 2021 dei lettori per Come delfini tra pescecani[11]
- Vincitore miglior giallo/noir alla decima edizione Festival di Ladispoli 2021 per Come delfini tra pescecani[32]
- Finalista Premio Fedeli 2021 per Come delfini tra pescecani[33]
- Terzo classificato al Premio Ceresio in Giallo edizione 2022 con Come delfini tra pescecani[34].
- Vincitore del Garfagnana in Giallo Barga Noir Festival e premio letterario 2022 con Nel nero degli abissi[15].
- Finalista all'ottava edizione del premio Glauco Felici 2022 con Nel nero degli abissi
- Finalista Premio Fedeli 2022 con Nel nero degli abissi
- Vincitore Premio Scerbanenco 2022 dei lettori per Nel nero degli abissi[16]
- Finalista Premio Fedeli 2023 con Formule Mortali
- Vincitore Premio Ceresio in Giallo edizione 2024 con Formule mortali[35]